# Теодозио (принц Бразильский)
Принц Теодозио Браганса (порт. Teodósio de Bragança; 8 февраля 1634, Герцогский дворец Вила-Висоза, Эвора, Португалия — 15 мая 1653, Алкантара, Лиссабон, Португалия) — принц Бразильский, 9-й герцог Браганса (как Теодозио III), старший сын короля Португалии Жуана IV и королевы Луизы де Гусман, наследник престола.

## Биография
В 1645 году он стал первым обладателем титула Принц Бразильский, специально созданного для наследников престола. Так же, его отец объявил Теодозио герцогом Браганca после смерти его дяди Дуарте в 1649 году.
Теодозио родился вдалеке от столицы в городке Вила-Висоза и был наследником престола с рождения до смерти в 1653 году. Следующий по старшинству брат, физически и психически нездоровый Афонсу унаследовал титулы Принца Бразильского, герцога Браганса и наследника трона.
Дон Теодозио был очень одаренным юношей: владел греческим и латынью, был подкован в философии и слыл одним из образованнейших людей своего времени. С шестнадцати лет принимал участие в заседаниях Государственного совета. Его кончина в девятнадцатилетнем возрасте стала страшным ударом для короля и для государства.
Похоронен в монастыре Сан-Висенте-де-Фора.